# BiZi
Ne doit pas être confondu avec Bizi !.

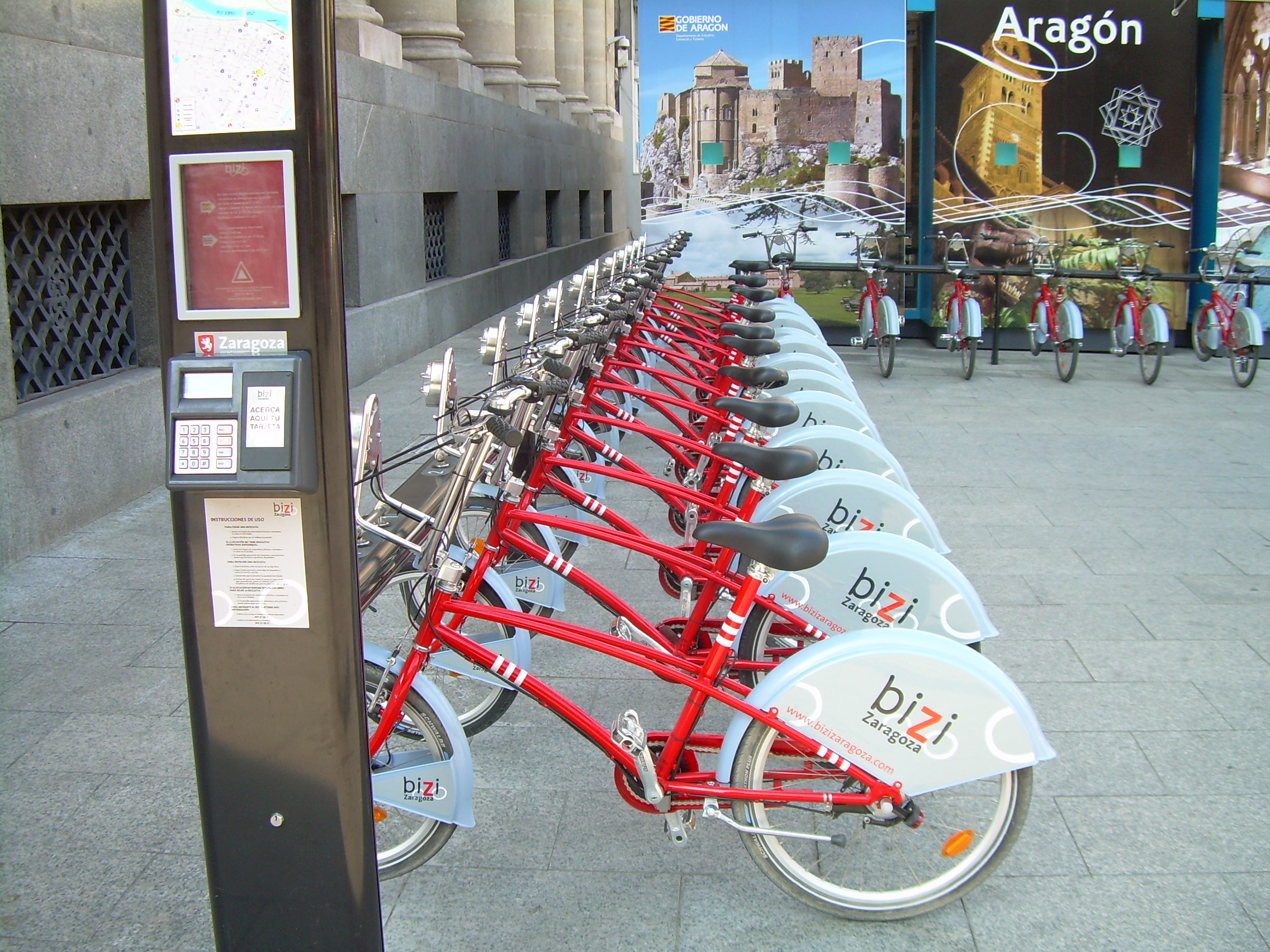
Vélos accrochés dans une station.

BiZi est le système public de vélos en libre-service à Saragosse en Espagne. Mis en service par la municipalité en mai 2008, il est une déclinaison du système SmartBike de Clear Channel, qui gère le service. Le service BiZi propose environ 2 600 vélos répartis sur 130 stations.

## Tarifs
Comme pour des systèmes comparables dans d'autres villes, l'usager doit d'une part souscrire un abonnement, d'autre part payer l'utilisation effective d'un vélo.
Au 1er janvier 2014, le tarif de l'abonnement est de 36,93 € pour un an ou 5,28 € pour 72 heures. La location d'un vélo est gratuite pendant la première demi-heure. Ensuite, les usagers doivent payer 0,52 € par demi-heure supplémentaire dans la limite de deux heures maximum. En cas de dépassement de cette limite, il faut compter 3,16 € par heure.